# انجمن گل و گیاهان زینتی ایران
انجمن گل و گیاهان زینتی ایران فعالیت خود را در سال ۱۳۹۰ زیر نظر وزارت علوم، تحقیقات و فناوری در دسته‌بندی علوم پایه آغاز نمود و «دارای مجوز و رتبه الف از وزارت علوم» است. اعضای هیئت مؤسس این انجمن از اعضای هیئت علمی پژوهشکده بیوتکنولوژی کشاورزی ایران و دانشگاه‌های تهران، تربیت معلم، تربیت مدرس، شیراز، فردوسی مشهد، گیلان، مؤسسه آفات و بیماریهای گیاهی و مرکز ملی تحقیقات گل و گیاهان زینتی می‌باشند؛ و دفتر کمیسیون انجمن‌های علمی وزارت علوم، تحقیقات و فناوری با تأسیس انجمن علمی گل و گیاهان زینتی ایران موافقت کرد.
این انجمن علمی با انتشار کتبی شروع به فرهنگ سازی مصرف گل در میان مردم کرده تا به مزیت مصرف گل و گیاهان زینتی و تأثیر آن در جذب آلودگی‌های محیطی پی ببرند.

## تأیید کمیسیون انجمن‌های علمی وزارت علوم ایران
با توجه به پتانسیل بالای کشور ایران در زمینه تولید و پرورش و صادرات گل و گیاهان زینتی، ضرورت هدایت فعالیتهای تولیدی و تحقیقاتی مرتبط از طریق یک انجمن علمی لازم می‌نمود که بعد از پی‌گیری‌های به عمل آمده دفتر کمیسیون انجمن‌های علمی وزارت علوم تحقیقات و فناوری با تأسیس انجمن علمی گل و گیاهان زینتی ایران موافقت کرد و به گزارش مرکز اطلاعات بیوتکنولوژی ایران، انجمن گل و گیاهان زینتی ایران مورد تأیید کمیسیون انجمن‌های علمی ایران (وزارت علوم، تحقیقات و فناوری) قرار گرفت.

## اعضا
اعضای انجمن علمی گل و گیاهان زینتی ایران از محققین، استادان، دانشجویان و تولیدکنندگان گل و گیاه کشور ایران هستند. انجمن بیشتر از ۷۰۰ نفر عضو دارد که در حوزه‌های مختلفی فعالیت دارند که عمده فعالیت‌هایی دارد بر اساس وظایفی است که از طریق وزارت علوم تعریف شده‌است؛ این انجمن زیر نظر وزارت علوم فعالیت نموده و «دارای مجوز و رتبه الف از وزارت علوم» است.

### هیئت مؤسس
- پژمان آزادی، پژوهشکده بیوتکنولوژی کشاورزی ایران
- نورالله احمدی، دانشگاه تربیت مدرس
- ابوالفضل ایرانشاهی، شرکت واردات و صادرات گل
- علی تهرانی فر، دانشگاه فردوسی
- مریم جعفرخانی کرمانی، پژوهشکده بیوتکنولوژی کشاورزی ایران
- عبداله حاتم زاده، دانشگاه گیلان
- احمد خلیقی، دانشگاه تهران
- محمد حسین دانشور، دانشگاه اهواز
- هدایت زکی زاده، دانشگاه گیلان
- محمدرضا شفیعی، مرکز ملی تحقیقات گل و گیاهان زینتی محلات
- حسن صالحی، دانشگاه شیراز
- محسن کافی، دانشگاه تهران
- احمد مجد، دانشگاه تربیت معلم
- احمد معینی، دانشگاه تربیت مدرس
- منصوره میر ابوالفتحی، مؤسسه تحقیقات گیاه‌پزشکی
- روح‌انگیز نادری، دانشگاه تهران[۱]

## فعالیت‌ها
یکی از وظایف انجمن گل و گیاهان زینتی ایران برگزاری کنگره‌های ملی و بین‌المللی هست که این انجمن در این زمینه از زمانی که تشکیل شده‌است، یعنی از سال ۱۳۹۲ تا کنون کنگره‌های متعددی را برگزار کرده‌است. از جمله نخستین کنگره گل و گیاهان زینتی ایران که در شهر کرج برگزار شد و دومین کنگره ملی و نخستین کنگره بین‌المللی در دانشگاه فردوسی مشهد برگزار شد و سومین کنگره ملی و دومین کنگره بین‌المللی در پژوهشکده گل و گیاهان زینتی برگزار شد.
انجمن گل و گیاهان زینتی در حوزه سمپوزیوم‌های تخصصی نیز فعالیت می‌کند، بطوریکه با همکاری انجمن بین‌المللی علوم باغبانی نخستین سمپوزیوم بین‌المللی گل و گیاهان زینتی بومی را با حضور۱۵۰ نفر از متخصصان ایرانی و غیرایرانی از جمله ۲۰ نفر از محققین و استادان از ۱۲کشور مختلف شامل بلژیک، ایتالیا، ژاپن، شیلی، تایلند، روسیه و چند کشور دیگر برگزار کرد.
انجمن گل و گیاهان زینتی ایران در نمایشگاه ایران سبز که بیش از ۶۰ شرکت از کشورهای مختلف و نزدیک ۵۰ شرکت ایرانی در آن حضور داشتند، مشارکت داشته‌است.